# Nicolas Léonard Sadi Carnot

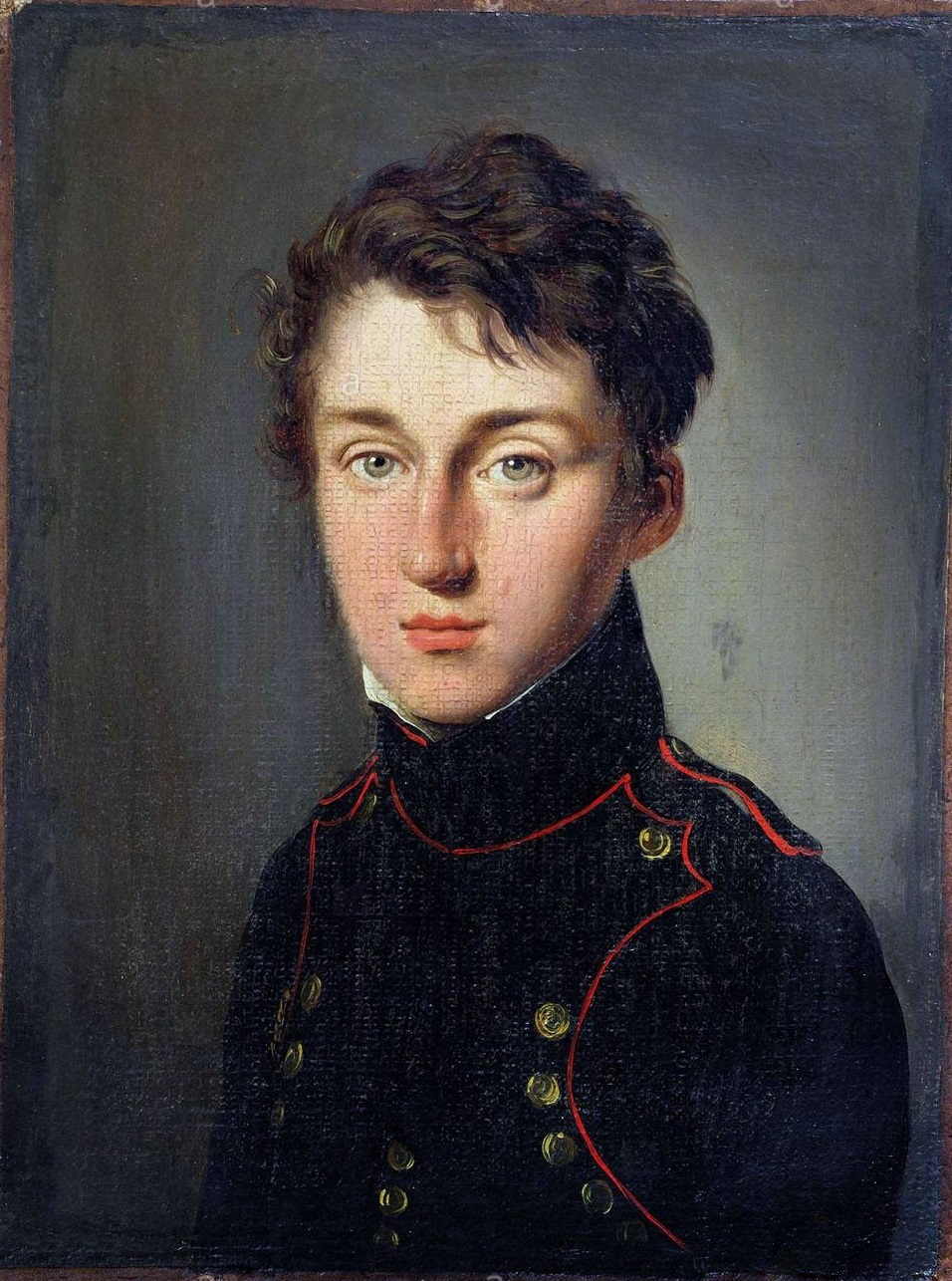
Nicolas Léonard Sadi Carnot

Nicolas Léonard Sadi Carnot (* 1. Juni 1796 in Paris; † 24. August 1832 ebenda) war ein französischer Physiker und Ingenieur, der mit seiner theoretischen Betrachtung der Dampfmaschine (Carnot-Prozess) einen neuen Zweig der Wissenschaft, die Thermodynamik, begründete.

## Anfänge
Sadi Carnot kam als zweiter Sohn des Politikers und Wissenschaftlers Lazare Nicolas Marguerite Carnot zur Welt. Er wurde nach dem persischen Dichter Sadi Schirazi benannt. Sein Vater erkannte früh das Interesse des Sohnes für Mechanik und Physik und bewog ihn, die technischen Wissenschaften zu studieren. So begann Carnot bereits 1812 ein Studium an der École polytechnique in Paris, verließ diese Hochschule aber 1814 wieder, um Ingenieuroffizier im Geniekorps, einer technischen Militärtruppe, zu werden. Aufgrund seiner republikanischen Überzeugung, die er mit seinem Vater gemein hatte, bekam er dort aber Schwierigkeiten, auch sagte ihm der militärische Dienst nicht sonderlich zu. So bat er 1819 um seine einstweilige Entlassung, um sich ganz der Wissenschaft widmen zu können. Dazu hörte er Vorlesungen über Chemie, Physik, Mathematik, Naturgeschichte und Volkswirtschaft, besuchte Industrieunternehmen und studierte Modelle von Maschinen in Museen; er befasste sich aber auch mit Musik und den Werken von Blaise Pascal, Molière oder Jean de La Fontaine. Seine Aktivitäten unterbrach er nur einmal für einen Besuch seines Vaters, der seine letzten Lebensjahre in der Verbannung in Magdeburg verbrachte.

## Veröffentlichung
Bei seinen Studien erkannte Carnot die Möglichkeiten zur Weiterentwicklung der Dampfmaschine. Da man diese Maschinen bisher nur auf der Grundlage praktischer Erfahrungswerte verbessert hatte, hielt er es für dringend geboten, das „Phänomen der Erzeugung von Bewegung durch Bewegung von Wärme“ theoretisch zu untersuchen. Das Ergebnis erschien 1824 in der Schrift Réflexions sur la puissance motrice du feu et sur les machines propres à développer cette puissance (Betrachtungen über die bewegende Kraft des Feuers und die zur Entwicklung dieser Kraft geeigneten Maschinen). Dabei handelt es sich um die einzige Schrift Carnots, die zu seinen Lebzeiten veröffentlicht wurde. Sie fand allgemeinen Anklang, war jedoch bald vergriffen und wurde nicht nachgedruckt. Erst 1890 erschien die englische Übersetzung, und 1892 gab Wilhelm Ostwald eine Übersetzung in deutscher Sprache heraus.

## Lebensende
Ende 1826 trat Carnot wieder in den militärischen Dienst ein und wurde planmäßig zum Hauptmann befördert. 1828 legte er die Uniform endgültig ab, um sich ausschließlich wissenschaftlich zu betätigen. So beteiligte er sich auch nicht an der Julirevolution von 1830, obwohl er in sie große Erwartungen auf mehr Demokratie setzte. Als diese sich nicht erfüllten, wandte er sich wieder seinen Experimenten zu. Im Juni 1832 erkrankte Carnot an Scharlach und „Gehirnfieber“. Er starb wenig später im Alter von nur 36 Jahren während einer Cholera-Epidemie.

## Späte Reaktionen auf Carnots Schrift
Émile Clapeyron (1799–1864) griff als erster die in Carnots Veröffentlichung enthaltenen Gedanken auf. Er befand den Inhalt für „fruchtbar und einwurfsfrei“, fand aber mit seinen 1834 verfassten Ausführungen ebenfalls kaum Beachtung. Erst nach einem Vierteljahrhundert änderte sich die Situation: William Thomson, den späteren Lord Kelvin, regten Carnots Ausführungen 1848 zu seiner Temperaturskala an. Rudolf Clausius verwies in einem Artikel zur Wärmelehre in Poggendorffs Annalen der Physik und Chemie des Jahres 1850 ausdrücklich auf Carnots wissenschaftliche Leistung, er sprach von der „… wichtigste[n] hierher gehörige[n] Untersuchung“. Überraschend dabei war, dass weder Lord Kelvin noch Clausius über die Original-Schrift verfügten und nur die Clapeyron-Bearbeitung kannten. Erst Wilhelm Ostwald übersetzte Carnots Schrift erstmals ins Deutsche. Er bemerkte, dass „… sie den wesentlichen Inhalt dessen bildet, was als zweiter Hauptsatz der mechanischen Wärmelehre bezeichnet wird. Als solcher hat sie in den Händen von Clausius und William Thomson zu den wichtigsten Ergebnissen geführt.“

## Bedeutung der Carnot-Schrift
Carnot gab in seinen Betrachtungen an, dass sie sich nicht nur auf Dampfmaschinen beziehen, „... sondern auf jede denkbare Wärmemaschine, welches auch der verwendete Stoff sei, und welcher Art man auf ihn einwirkt“. Er bemerkte, dass es sich bei der Arbeitsleistung um einen periodischen Vorgang handelte und gab dafür einen ideal gedachten Prozess an, der heute ihm zu Ehren als Carnot-Prozess bezeichnet wird. Mit diesen beiden Erkenntnissen legte er auch den Grundstein zur Entwicklung der Verbrennungsmotoren; der Carnot-Prozess liegt bis heute jeder Konstruktion und Berechnung periodisch arbeitender Wärmekraftmaschinen zugrunde. Carnot gab auch an, dass der Vorgang umkehrbar sein müsse, woraus die Entwicklung der Wärmepumpe resultierte.
Carnots fundamentaler Satz sagt aus, dass überall dort, wo ein Temperaturunterschied existiert, bewegte Kraft erzeugt werden kann, da Wärme stets bestrebt ist, von einem heißen in einen kalten Zustand überzugehen.
Carnot wies nach, dass sich die Arbeit von Dampfmaschinen proportional zur Menge der Wärme verhält, die vom Kessel auf den Kondensator übergeht, also vom Reservoir hoher auf das Reservoir niedriger Temperatur. Notwendig ist ein „Zufluss“ und ein „Abfluss“ der Wärme (Entropie). Der Abfluss kann normalerweise nicht bei tieferer Temperatur als der Umgebungstemperatur (298,15 K) erfolgen. Daraus ergibt sich, dass der maximale Wirkungsgrad nicht 1 erreichen kann.
Carnot wies zudem nach, dass der Wirkungsgrad mit größerem Temperaturgefälle ebenfalls größer wird. Daraus resultiert, dass keine Wärmekraftmaschine einen höheren Wirkungsgrad aufweisen kann als jenen, der sich aus dem „Maximum an bewegter Kraft, welches sich aus der Anwendung des Dampfes ergibt“, bestimmt. Dabei ist jede reversible Maschine unabhängig vom Arbeitsstoff, andernfalls könnte eine geeignete Kombination von Maschinen mit unterschiedlichem Wirkungsgrad ein Perpetuum mobile zweiter Art ermöglichen.

## Unzulänglichkeit der Carnot-Schrift
Carnot stützt sich mit seinen Ausführungen auf die Theorie, Wärme sei ein hypothetischer, unwägbarer Stoff von immer gleich bleibender Menge. Dieser Gedanke wurde seinerzeit allgemein vertreten, Antoine Laurent de Lavoisier sprach von „Calorique“. Benjamin Thompson und Humphry Davy sahen aufgrund ihrer Reibungsversuche in Wärme aber bereits eine Art Bewegung. 1850 führte dann Clausius mit einem Aufsatz das Äquivalenzprinzip ein, welches die Idee einer unveränderlichen Wärmemenge verlässt. Julius Robert von Mayer erwähnte es bereits 1842, James Prescott Joule bestätigte es im darauffolgenden Jahr experimentell und Hermann von Helmholtz verallgemeinerte es – unabhängig von Mayer – auf alle Energieformen. Clausius weist dabei explizit darauf hin, dass nicht das Grundprinzip Carnots zu beanstanden ist, sondern lediglich der Zusatz, dass keine Wärme verloren geht.
Sadis Bruder Lazare Hippolyte Carnot (1801 bis 1888) veröffentlichte 1872 mit der zweiten Auflage der Carnot-Schrift einen Anhang mit Ausführungen aus dem Nachlass. Aus diesen geht hervor, dass Sadi von seiner 1824 ausgeführten Ansicht später wieder abwich und nun Wärme als eine Energieform begriff. Er bestimmte sogar das mechanische Wärmeäquivalent mit 370 kpm / kcal (= 2,7 cal / kpm) wenigstens 10 Jahre vor Mayer, womit er einem universellen Gesetz zur Energieerhaltung sehr nahekam. Revolutionäre Betrachtungen zur Urheberschaft am zweiten Hauptsatz werden noch diskutiert.

## Ehrungen
- Der Mondkrater Carnot und der Asteroid (12289) Carnot sind nach Nicolas Léonard Sadi Carnot benannt.[2][3]
- Der Carnot-Prozess und die Carnot-Batterie sind ebenfalls nach ihm benannt.